# Chiridopsis rubromaculata
Chiridopsis rubromaculata es un coleóptero de la familia Chrysomelidae.
Fue descrita científicamente en 2001 por Borowiec, Ranade, Rane & Ghate.